# Blocul Național Sindical
Blocul Național Sindical (BNS) este a doua cea mai mare confederație sindicală reprezentativă din România, înființată în anul 1991, prin unirea a 13 federații sindicale. Blocul Național Sindical este membru al Confederației Internaționale a Sindicatelor Libere (ICFTU) și al Confederației Europene a Sindicatelor (ETUC). Are un număr de aproximativ 320.000 de membri. Președintele BNS este Dumitru Costin, care deține și funcția de membru în consiliul de administrație al Casei Naționale de Asigurări de Sănătate (CNAS).

## Organizare

### Federații și sindicate
Blocul Național Sindical are 934 de sindicate în componență. În prezent, BNS este alcătuit din 30 de federații profesionale ce reprezintă drepturile și interesele lucrătorilor din ramurile: construcții de mașini, transporturi, gospodărie comunală, construcții și materiale de construcții, poștă și telecomunicații, servicii tipografice, electronică, electrotehnică, automatizări și industria de apărare, cultură, energie, industria textilă, sănătate, administrație publică, agricultură, finanțe-bănci, minerit și geologie, sport. La nivel european, BNS este afiliat la Confederația Europeană a Sindicatelor (CES) și la nivel internațional la  Confederația Internațională a Sindicatelor (ITUC).

#### Federații afiliate
- Federația Sindicatelor din Industrie IndustriALL BNS
- Federația Sindicatelor Libere din România (FSLR)
- Federația Sindicală METAL
- Federația Națională ELCATEL
- Federația Sindicatelor Alfa Transport (FSAT)
- Federația Națională Feroviară Mișcare Comercial (FNFMC)
- Federația Națională a Sindicatelor Portuare Constanța
- Federația Sindicatelor TRANSLOC
- Federația Sindicală EnergoMontaj (FSEM)
- Federația Generală a Sindicatelor (FGS) Familia
- Federația Sindicatelor din Poștă și Comunicații (FSPC)
- Alianța Sindicatelor din Tehnologia Informațiilor și Comunicații ANTIC
- Uniunea Sindicatelor Tipografilor din România (USTR)
- Federația Sindicatelor din Instituțiile de Cultură (FSIC)
- Federația Sindicatelor din Societatea Română de Radiodifuziune (FSSRR)
- Federația Națională a Sindicatelor din Electricitate UNIVERS
- Federația Sindicatelor Transgaz
- Federația Sindicatelor Libere Independente (FSLI) ENERGETICA
- Federația Națională Sindicală ”Ambulanța” din România (FNSAR)
- Federația Sănătatea
- Federația Sindicatelor din Casele de Asigurări de Sănătate
- Federația Sindicatelor din Sănătate ”Victor Babeș”
- Federația Sindicatelor din Administrația Publică PUBLISIND
- Federația Sindicatelor Democratice a Polițiștilor din România (FSDPR) Al. I. Cuza
- Federația Sindicatelor din Administrația Fiscală (FSAF) ”Solidaritatea”
- Federația Națională a Sindicatelor din Agricultură, Alimentație, Tutun, Domenii și Servicii Conexe „AGROSTAR”
- Federația Sindicatelor Libere a Salariaților CEC din România
- Asociația Națională a Scafandrilor Profesioniști și Salvamarilor din România (ANSPSR)
- Federația Națională a Lucrătorilor (FNL)
- Federația Sportul Românesc

#### Sindicate afiliate
- Liga Sindicatelor Miniere Valea Jiului (LSMVJ)[5]

### Filiale județene
Din punct de vedere al acoperirii naționale, BNS are filiale în toate cele 41 de județe ale țării. 

### Organizația de Femei BNS
Organizația de Femei a Blocului Național Sindical a fost înființată în luna mai a anului 1995. Organizația este o structură fără personalitate juridică ce cuprinde reprezentantele organizațiilor de femei din cadrul federațiilor afiliate la BNS. Organizația este deschisă tuturor femeilor membre de sindicat din Blocul Național Sindical. Organizația are propria strategie, iar rolul său principal este de a promova egalitatea de șanse între femei și bărbați, atât în piața muncii, cât și în societate în general. Președintele Organizației de Femei a Blocului Național Sindical este Violeta Andrei.

### Organizația de Tineret BNS
Organizația de Tineret a BNS este deschisă tuturor membrilor de sindicat cu vârste cuprinse între 18 și 35 de ani. Problemele cu care se confruntă tinerii din țara noastră s-au aflat încă de la început pe agenda de priorități a Blocului Național Sindical. Așa a luat naștere, în anul 1997, Organizația de Tineret din cadrul BNS. De-a lungul timpului, Organizația de Tineret BNS organizat programe și cursuri în domeniul legislației muncii, negocierii, organizării și reprezentării sindicale. Organizația a derulat inclusiv proiecte cu fonduri europene. În toți acești ani, Organizația de Tineret BNS a pregătit sute de tineri pentru a deveni experți în scrierea și implementarea proiectelor cu finanțare europeană. Organizația are astăzi propria strategie, iar rolul său este să promoveze și să susțină drepturile și interesele tinerilor în conformitate cu legislația națională și internațională. Organizația de Tineret are un reprezentant în Biroul Executiv al confederației, fiind implicată în procesul de decizie la nivel național. Organizația de Tineret are drept de vot în Congresul și în Consiliul Național al BNS.

### Televiziune
BNS are propriul studio TV. Lansat pe 1 octombrie 2024, studioul TV al BNS oferă programe informative și educative pe teme relevante pentru mișcarea sindicală (drepturile muncii, salariul minim și echitatea salarială, condiții de muncă, formare profesională și reconversie profesională, dialog social, pensionarea și sistemele de securitate socială etc.), adresându-se nu membrilor BNS și publicului larg.

## Organismele de conducere BNS

### Congresul Național
Congresul Național este cel mai înalt for de conducere din cadrul BNS. Se întrunește o dată la patru ani în ședințe ordinare și ori de câte ori este nevoie în ședințe extraordinare. Numărul de delegați care participă la ședințele Congresului se calculează în funcție de norma de reprezentare de 1 delegat la 250 membri de sindicat. Congresul poate adopta și modifica Statutul BNS. De asemenea, stabilește strategia generală și obiectivele pe care întreaga organizație trebuie să le urmeze. Tot în Congres, prin vot, sunt aleși președintele, vicepreședinții și secretarul general al BNS. Deciziile Congresului Național, inclusiv sancțiunile, sunt adoptate prin hotărâri și rezoluții.

### Consiliul Național
Consiliul Național este al doilea cel mai important for de conducere în cadrul organizației. Rolul său este să pună în aplicare deciziile Congresului Național prin adoptarea de hotărâri. Consiliul Național decide convocarea ședințelor extraordinare ale Congresului Național, aprobă sau modifică bugetul de venituri și cheltuieli al organizației, aprobă execuția bugetară, alege membri interimari din Biroul Executiv  ori alte Comisii și structuri ale confederației. Numărul de delegati ai fiecărei organizații membre BNS este stabilit pe baza normei de reprezentare de 1 delegat la 500 membri de sindicat.

### Biroul Executiv
Biroul Executiv este organul decizional de conducere al BNS. Acesta adoptă decizii în baza rezoluțiilor și hotărârilor Congresului Național și Consiliului Național. Biroul Executiv este constituit din membri aleși, membri desemnați și membri de drept. Membri aleși sunt președintele confederației, cei 5 vicepreședinți și secretarul general al organizației. Membri desemnați sunt formați din câte un vicepreședinte pentru fiecare sector de activitate și câte un reprezentant al filialelor județene ale BNS. Membrii de drept sunt reprezentați de câte un membru desemnat de fiecare federație membră a BNS care plătesc cotizație pentru cu cel puțin 10.000 de membri. Biroul Executiv convoacă Congresul Național, Consiliul Național și Comisia de Cenzori, făcând propuneri pentru ordinea de zi a primelor două. Biroul Executiv răspunde pentru activitatea sa în fața Congresului Național și Consiliului Național. De asemenea, Biroul Executiv răspunde de patrimoniul BNS. Tot Biroul Executiv decide numirea sau revocarea președinților de filiale de județene.

### Biroul Permanent
Biroul Permanent este organul executiv ce realizează conducerea operativă a BNS între două Birouri Executive. Biroul Permanent este alcătuit din: președinte, secretar general, 5 vicepreședinti cu atribuții executive. Concret, Biroul Permanent duce la îndeplinire rezoluțiile și hotărârile Congresului Național și Consiliului Național, precum și deciziile Biroului Executiv. Biroul Permanent coordonează activitatea filialelor județene, organizațiilor de femei și tineret, a departamentelor din cadrul confederației, a centrelor educaționale și chiar stabilește programul de lucru. Biroul Permanent poate adopta decizii cu caracter de urgență.

## Agenda BNS

### Implicarea BNS în măsura plății contribuțiilor angajaților
BNS a lansat de mai multe ori apeluri publice către Guvernul României pentru a reduce impozitarea pe muncă, considerând că nivelul contribuțiilor sociale din România transformă fiscalitatea muncii într-una excesivă. BNS acuză faptul că România încalcă Codul European de Securitate Socială, prin adoptarea de către Guvernul României în 2017 a Ordonanței de Urgență nr. 79, prin care contribuțiile sociale au fost transferate aproape în totalitate din sarcina angajatorilor în sarcina angajaților. În 2024, BNS s-a adresat Comitetului de miniștri al Consiliului UE pentru a găsi sprijin în rezolvarea acestei spețe, iar Comitetul de miniștri al Consiliului UE a dat dreptate BNS.
Blocul Național Sindical a depus încă din 2018 o serie de eforturi pentru a rezolva această situație în România, însă toate acestea n-au primit un răspuns favorabil din partea autorităților române. În data de 15 noiembrie 2017, imediat după publicarea OUG nr. 79 din 2017 în Monitorul Oficial, BNS a sesizat Avocatul Poporului solicitând acestuia ca în baza atribuțiilor sale legale și constituționale să sesizeze Curtea Constituțională cu privire la neconstituționalitatea măsurii, în așa fel încât Curtea să se poată pronunța asupra constituționalității textului legal înainte ca acesta sa producă efecte. Era un lucru esențial având în vedere că efectele actului normativ vizau toți salariații din România dar și angajatorii care urmau să calculeze și să vireze salariile și contribuțiile începând cu 1 ianuarie 2018. Avocatul Poporului a refuzat, însă, sesizarea Curții.

### Modificarea legislației muncii
În 2015, BNS a susținut o inițiativă legislativă de modificare a Codului muncii, elaborată de fostul parlamentar PSD Alexandru Athanasiu. Proiectul legislativ susținut de BNS a fost depus ca inițiativă civică, fiind depus alături de 150.000 de semnături necesare.
Proiectul viza reducerea perioadei de probă pentru muncitorii necalificați, extinderea de la 3 la 5 ani a duratei maxime a unui contract pe perioadă determinată, și reglementarea salariaților angajați ca înlocuitori temporari ai altor angajați.
În 9 ani de la depunerea ei, inițiativa nu a fost discutată deloc. Ca urmare, a fost adoptată tacit de Senat și transmisă Camerei Deputaților, unde a fost blocată la nivelul comisiei de specialitate, unde nu a fost pusă pe ordinea de zi. BNS admite posibilitatea ca proiectul de lege să nu fie cea mai bună soluție legislativă, dar acuză absența oricărei forme de feedback, fie ea și prin respingerea proiectului.